# Lisandro Abadie
Lisandro Abadie (* 28. Juli 1974 in Buenos Aires) ist ein in argentinischer Bassbariton.

## Leben
Lisandro Abadie absolvierte seine musikalische Ausbildung in der Schweiz, zuerst an der Basler Schola Cantorum Basiliensis (mit Diplom im Jahr 2001) und dann an der Musikhochschule Luzern (Solistendiplom, 2005), wo er im Jahr 2006 auch den Edwin Fischer Gedenkpreis gewann. 2008 gehörte er zu den Finalisten des Londoner Händel-Gesangswettbewerbs (Handel Singing Competition).
Er hatte Auftritte unter Dirigenten wie William Christie, Facundo Agudin, Laurence Cummings, Václav Luks, Anthony Rooley, Hervé Niquet, Jörg-Andreas Bötticher und Maurice Steger. Sein Repertoire umfasst u. a. Opern von Mozart, Purcell, Händel, Marais, Monteverdi, Smetana sowie zeitgenössischen Komponisten, Puccinis Messa di Gloria, die Bach-Passionen, Händels Auferstehung und Brahms’ Deutsches Requiem.

## Aufnahmen (Auswahl)
- Leopold I.: Paradisi Gloria. Stabat Mater, W 47; Motetto de Septem Doloribus Beate Mariae Virginis, W 40; Missa pro defunctis, W 11, Tres Lectiones I. Nocturni pro Defunctis Piae Claudiae Felici lugens maestusque Leopoldus posuit et musicis legibus distinxit, W 33. Ulrike Hofbauer, Monika Mauch (Sopran), Alex Potter (Altus), Hans Jörg Mammel (Tenor), Lisandro Abadie (Bass), Cappella Murensis, Les Cornets Noirs, Johannes Strobl (Leitung). Aufgenommen in der Klosterkirche Muri. Audite, 2016.
- Georg Muffat: Missa in labore requies. Antonio Bertali, Johann Heinrich Schmelzer, Heinrich Ignaz Franz Biber: Kirchensonaten. Miriam Feuersinger, Stephanie Petitlaurent (Sopran), Alex Potter, William Purefoy (Altus), Hans Jörg Mammel, Manuel Warwitz (Tenor), Markus Flaig, Lisandro Abadie (Bass), Cappella Murensis, Trompetenconsort Innsbruck, Les Cornets Noirs, Johannes Strobl (Leitung). Aufgenommen in der Klosterkirche Muri. Audite, 2016.[1]